# Broken Arrow (film, 1996)
Pour les articles homonymes, voir Broken Arrow.
Pour plus de détails, voir Fiche technique et Distribution.
Broken Arrow est un film d'action américain réalisé par John Woo et sorti en 1996.

## Synopsis
Le major Vic « Deak » Deakins (John Travolta) et le capitaine Riley Hale (Christian Slater) sont des pilotes de l'US Air Force. Le film commence par un match de boxe entre les deux où Deakins explique qu'il faut toujours surprendre son adversaire pour gagner. Il remporte le match. Hale qui considère Deakins comme son mentor lui donne le billet correspondant au pari sur le match en lui disant qu'il l'avait volé dans ses affaires.
Les deux pilotes sont affectés à une mission top-secret d'un avion furtif B-3 (un avion fictif qui serait une version avancée du bombardier B-2 Spirit) chargé de bombes nucléaires armées afin de vérifier leur non détectabilité pendant le vol. Ils décollent de Whiteman Air Force Base pour une mission au-dessus de l'Utah.
Ils réussissent à échapper aux radars de poursuite en mettant en œuvre leur furtivité. Deakins entame une conversation amicale pour distraire Hale, puis il sort un pistolet. Une lutte s'ensuit, Deakins essaie de larguer les charges et Hale de l'en empêcher. Finalement Deakins déclenche l'éjection de Hale, largue les deux bombes. Il déclare à la radio qu'Hale a perdu le contrôle et s'éjecte. L'avion s'écrase.
Pendant ce temps, un groupe indéterminé avec plusieurs véhicules dirigés par le commanditaire de l'opération Pritchett (Bob Gunton) pénètre dans un des parcs nationaux de l'Utah et abat deux campeurs pour éviter tout témoin.
Au Pentagone, une réunion de crise est constituée. Elle se propose d'émettre un bulletin disant qu'un avion de transport s'est écrasé. Mais le jeune conseiller Gilles Prentice indique que ce serait une erreur car il pense que des amateurs campent près des terrains, ont vu décoller le B-3 et feront le rapprochement avec le faux communiqué.
Une équipe de récupération se rend sur les lieux et constate l'absence des bombes dans l'épave et déclare donc une situation de « broken arrow », c'est-à-dire de perte d'une arme nucléaire.
Hale a survécu à l'éjection qui s'est faite à basse altitude dans les canyons déserts de l'Utah. Il est surpris par Terry Carmichael (Samantha Mathis) une ranger du parc national. Après une courte lutte, ils décident de collaborer.
Une autre équipe de l'US Air Force réussit à repérer les bombes larguées. Mais elle est attaquée par des mercenaires avec l'aide d'un traitre, Kelly (Howie Long), qui abat le dernier soldat.
Le groupe conduit par Pritchett récupère Deakins. Il envoie un hélicoptère tuer Hale et Terry, mais c'est Hale qui réussit à abattre le pilote et l'hélicoptère. Pritchett fulmine contre Deakins de la perte de l'hélicoptère qui empêche d'emporter les bombes. Elles vont devoir être emportées par les deux véhicules de type Hummer. Hale réussit à s'emparer du véhicule transportant les bombes et à incendier partiellement l'autre.
Hale et Terry arrivent dans une ancienne mine de cuivre censée être désaffectée, mais dont l'éclairage et le monte-charge fonctionnent parfaitement. En pensant désarmer les bombes, Hale entre trois codes faux. Mais Deakins avait saboté le mécanisme qui en fait enclenche à 30 min le déclenchement de la bombe. Hale emmène la bombe au fond de la mine. Mais Deakins est arrivé et bloque Hale et Terry. Il récupère la bombe non armée et réduit encore le temps de déclenchement, car il veut que la bombe éclate à tout prix afin d'être pris en considération par le gouvernement américain. Il quitte la mine en détruisant le monte-charge, alors que la bombe va éclater dans quelques minutes.
Hale et Terry réussissent à s'enfuir par une rivière souterraine. Un hélicoptère poursuit le véhicule de Deakins. Pritchett qui n'arrête pas de faire des reproches à Deakins est abattu par celui-ci. Peu avant l'explosion, Deakins coupe le contact. L'impulsion électromagnétique de la bombe détruit tous les équipements électroniques de l'hélicoptère qui s'abat ainsi que du centre de surveillance et détection. Deakins envoie un message au gouvernement pour exiger une somme d'argent colossale.
Deakins emporte la bombe avec un hors bord, puis la charge dans un train. Terry réussit à les accompagner et Hale à la rejoindre. Pendant ce temps, Deakins arme la bombe. Hale et Terry abattent un à un les hommes accompagnant Deakins. De plus ils sabotent l'hélicoptère qui aurait permis à Deakins de s'échapper.
Deakins propose un combat à mains nues pour s'emparer de la télécommande qui permettrait de stopper le déclenchement de la bombe. Hale finit par l'emporter, arrêter la bombe au dernier moment et sauter du train. Deakins finit heurté, propulsé du train par la bombe nucléaire et y laisse la vie quand le wagon heurte violemment la locomotive stoppée par Terry.
Dans les ruines du train incendié, Hale retrouve la bombe inerte et le billet de banque enjeu de leur combat. Terry le rejoint et ils échangent enfin leurs noms.

## Fiche technique
- Titre français et original : Broken Arrow
- Titre québécois : Code: Broken Arrow
- Réalisation : John Woo
- Scénario : Graham Yost
- Musique : Hans Zimmer
- Direction artistique : William F. O'Brien
- Décors : Holger Gross
- Costumes : Mary Malin
- Photographie : Peter Levy
- Distribution des rôles : Donna Isaacson
- Son : Carla Allen
- Montage : Joe Hutshing, Steve Mirkovich et John Wright
- Production : Bill Badalato, Terence Chang et Mark Gordon
  - Co-production : Allison Lyon Segan
  - Production exécutive : Joe Gareri, Christopher Godsick, Brad Lewis, Dwight Little et Michele Maples
- Sociétés de production : 20th Century Fox, Mark Gordon Productions et WCG Entertainment Productions
- Sociétés de distribution : 20th Century Fox (États-Unis), UGC Fox Distribution (France)
- Budget : 50 millions $
- Pays d'origine :  États-Unis
- Langue originale : anglais
- Format : couleur (DeLuxe) — 35 mm — 2,39:1 (Panavision) — son Dolby Digital
- Genre : action, thriller
- Durée : 108 minutes
- Dates de sortie : 
  - États-Unis : 9 février 1996
  - France : 6 mars 1996
- Classification : 
  - États-Unis : R (Restricted)
  - France[1] : tous publics

## Distribution
- John Travolta (VF : Daniel Russo) : le major Vic “Deak” Deakins
- Christian Slater (VF : Bernard Lanneau) : le capitaine Riley Hale
- Samantha Mathis (VF : Isabelle Ganz) : Terry Carmichael
- Delroy Lindo (VF : Michel Barbey) : le colonel Max Wilkins
- Bob Gunton (VF : Michel Fortin) : Pritchett
- Kurtwood Smith (VF : Bernard Tixier) : le secrétaire de la Défense Baird
- Frank Whaley (VF : Denis Laustriat) : Giles Prentice
- Howie Long (VF : Regis Ivanov) : Kelly
- Daniel von Bargen (VF : Michel Ruhl) : le général Creely
- Vondie Curtis-Hall (VF : Thierry Desroses) : le lieutenant-colonel Sam Rhodes
- Carmen Argenziano (VF : Jacques Deschamps) : le général Boone
- Raymond Cruz : (VF : Jean-François Vlérick) : un Officier expliquant les dégâts de la bombe (non crédité)

Source : version française (VF) sur VoxoFilm

## Production
John Travolta était à l'origine 
pressenti pour jouer le rôle de Riley Hale mais l'acteur — alors âgé de 41 ans — a décidé d'incarner, pour la première fois de sa carrière, le rôle du méchant (Vic Deakins). Le rôle de Hale sera finalement incarné par Christian Slater.
Le rôle tenu par Howie Long devait initialement être beaucoup moins présent. C'est en voyant les rushes que des exécutifs de la Fox ont voulu qu'il soit plus présent. Helen Hunt devait incarner Terry Carmichael, mais elle s'engage finalement sur Twister. Alors que Lauren Holly, Halle Berry ou encore Jennifer Aniston ont été envisagées, le rôle sera finalement tenu par Samantha Mathis.
Lors du montage, John Woo subit de nombreuses pression de la part de la Fox et la MPAA. Le film sera monté plusieurs fois.
Le tournage a lieu en Californie (Victorville, San Bernardino, Santa Clarita, Barstow, Beverly Hills, Fox Studios), en Arizona (Marble Canyon, Page, Lee's Ferry), en Utah (Lac Powell, Glen Canyon National Recreation Area) et dans le Montana (Livingston, Denton, Lewistown).

## Accueil

### Critiques
Sur la base des 32 critiques rassemblées par l'ensemble des critiques de film, Rotten Tomatoes ont donné 53 % à Broken Arrow une critique positive (17 "Frais"; 15 "Pourri"), avec une note moyenne de 5,8⁄10. Metacritic, qui attribue une note normalisée aux critiques les plus critiques, a obtenu une note moyenne de 61⁄100, "avis généralement favorables" sur la base de 21 avis[réf. nécessaire].

### Box-office
| Pays ou région | Box-office      | Date d'arrêt du box-office | Nombre de semaines |
| -------------- | --------------- | -------------------------- | ------------------ |
| États-Unis     | 70 770 147 $    | 24 mars 1996               | 7                  |
| France         | 445 343 entrées | —                          | —                  |
| Total mondial  | 150 270 147 $   | —                          | —                  |

## Distinctions

### Récompenses
- Primé du BMI Film Music Award pour Hans Zimmer[7].

### Nominations
- MTV Movie Awards[8]:
  - Meilleure séquence d'action (l'explosion souterraine)
  - Meilleure scène de combat (entre John Travolta & Christian Slater)
  - Meilleur rôle de méchant (John Travolta).